# Виллаверди, Тереза
Тереза Виллаверди (порт. Teresa Villaverde; род. 18 мая 1966, Лиссабон) — португальский кинорежиссёр и сценарист.

## Биография
Окончила Высшую школу театра и кино при Политехническом институте в Лиссабоне, играла в студенческом театре, затем училась кино в Праге. В 1986 снялась в фильме Жуана Сезара Монтейру Цветок моря. Работала ассистентом у Паулу Роши (1987), писала вместе с Жуаном Канижу сценарий его фильма Дочь своей матери (1989). В 1991 поставила свой первый фильм, действие которого разворачивается на фоне Португальской колониальной войны 1970-х годов.
Снялась как актриса ещё в нескольких фильмах. Пишет о кино в специальном приложении к португальской газете Público.

## Фильмография
- 1991: Конец детства/ A Idade Maior
- 1994: Два брата и сестра/ Três Irmãos (специальная премия Венецианского МКФ, номинация на Золотого льва, премия за лучший фильм Фестиваля средиземноморского кино в Валенсии)
- 1998: Мутанты/ Os Mutantes (две номинации на премию Золотой глобус (Португалия), премия МКФ в Сиэтле)
- 2001: Вода и соль/ Água e Sal (специальная премия Венецианского МКФ)
- 2004: A Favor da Claridade (документальный; также кинооператор)
- 2004: Образы Европы/ Visions of Europe (коллективный проект)
- 2006: Транс/ Transe (номинация на премию Золотой глобус (Португалия), премия за лучший фильм на Фестивале Пути португальского кино в Коимбре, премия ФИПРЕССИ на Фестивале женского кино в Анкаре)
- 2011: Лебедь/ Cisne (номинация на премию за лучший фильм на Фестивале Пути португальского кино в Коимбре)
- 2013: Venice 70: Future Reloaded (коллективный проект, документальный)
- 2014: Мосты Сараево/ Ponts de Sarajevo (коллективный проект)
- 2017: Круг/ Colo